# 내일 또 내일 (영화)
"내일 또 내일"은 1979년에 개봉한 대한민국의 영화이다. 
1978년에 창립된 현진영화사의 첫 작품으로, 소설가 김용성의 신문 연재소설을 각색하여 제작했다. 임권택 감독이 메가폰을 잡고, 당시에 인기 밴드로 활동했던 산울림이 동명의 주제가 작곡에 참여했다. 이 주제가는 이후 1979년 4월에 발매된 산울림의 4집에도 실렸다.

## 캐스팅
- 이덕화
- 박은수
- 정희
- 안소영
- 주선태
- 양소자
- 최성관
- 박광진
- 김웅
- 임성포
- 오희찬
- 박부양
- 나갑성
- 노사강
- 박예숙
- 석인수
- 신경익
- 서정아
- 최나연
- 조미례
- 구선영
- 윤휘석
- 허미옥